# Postolin (województwo dolnośląskie)
Postolin (niem. Postel) – wieś w Polsce położona w województwie dolnośląskim, w powiecie milickim, w gminie Milicz. 
Do sołectwa Postolin należą również przysiółki Karmin (dawny folwark w kluczu Postolin) i Karminek.

## Podział administracyjny
W latach 1975–1998 miejscowość położona była w województwie wrocławskim.

## Zabytki
Do wojewódzkiego rejestru zabytków wpisane są:
- kościół ewangelicki, obecnie rzymskokatolicki filialny pw. Chrystusa Króla, z 1893 r.

- park, z drugiej połowy XIX w. z resztkami zabudowań (m.in. lodownia)

- zespół pałacowy i folwarczny, przysiółek Karminek (Postolin):
  - pałac w Karminku, z 1806 r. – pierwszej połowy XIX w. klasycystyczny pałac rodziny von Salisch; opuszczony i niezamieszkany od 1945; obecnie w remoncie (kwiecień 2012)
  - park, z końca XIX w.
  - oficyna, z 1903 r.
  - ogród przy oficynie
  - folwark:
    - dom, nr 16, z 1903 r.
    - dom, nr 17, z 1900 r.
    - spichrz, z 1903 r.
    - wozownia, z 1890 r., 1913 r.
    - stajnia, z 1890 r., 1913 r.
    - obora, z 1894 r., 1905 r.
    - stodoła, z 1910 r.

inne:
- Zamek myśliwski Wieża Odyniec na Wzgórzu Joanny (230 m n.p.m.) położony około 800 m na południowy wschód od wsi w Rezerwacie przyrody Wzgórze Joanny. Wieża została wybudowana po 1850 przez Heinricha Rudolfa von Salischa(inne języki) (1846-1920). Nazwa  wzgórza (niem.  Johanna's Höhe)[4] pochodzi od imienia matki Heinricha - Johanny von Rehdinger (1811-1873), drugiej żony Rudolfa Georga von Salischa (1797-1861)[6][7].